# Potravinová krize v Africkém rohu (2011)

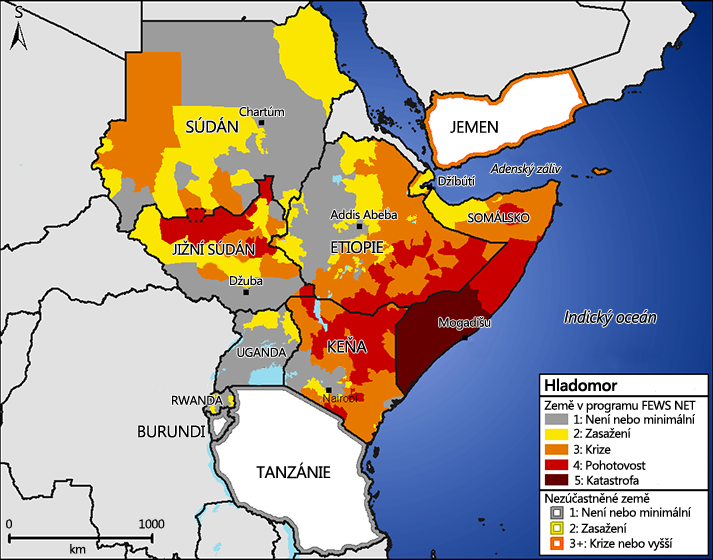
Situace v postižených zemích na vrcholu sucha (červenec-září 2011)

Potravinová krize v Africkém rohu v roce 2011 byla důsledkem sucha, které zasáhlo oblast Afrického rohu v první polovině roku 2011 (místy nepršelo přes půl roku) a který byl v této oblasti největší za posledních šedesát let.
Kvůli nedostatku vody na polích nerostly žádné plodiny a potraviny na trhu se staly obtížně dostupné. Podle údajů OSN sucho postihlo 10 milionů lidí v Somálsku, Etiopii, Džibutsku, Keni a Ugandě. Hladomor podle definice Organizace spojených národů nastává, pokud dva dospělí nebo čtyři děti z deseti tisíc lidí umírají každý den kvůli nedostatku jídla a 30 % dětí trpí podvýživou. Této úrovně dosáhla situace v červenci 2011 v jihosomálských regionech Bakool a Lower Shabelle. Hladomor v Somálsku tak nastal po devatenácti letech (v roce 1992 v zemi pomřely hlady statisíce lidí). V listopadu 2011 však OSN stupeň varování v těchto regionech snížila z hladomoru na stav ohrožení, především díky rychlému přísunu humanitární pomoci. Stav hladomoru však nadále přetrvával v Middle Shabelle a u uprchlíků v Mogadišu a Afgoye. Od počátku roku 2012 díky lepší bezpečnostní situaci a vyšším srážkám potravinová krize postupně odezněla. 3. února 2012 OSN oficiálně vyhlásila konec hladomoru v oblasti.
Krize měla za následek zvýšenou migraci. Jedním z hlavních záchytných uprchlických táborů se stal východokeňský Dadaab.